# Liesbeth van Binsbergen
Liesbeth van Binsbergen (Hasselt, 1969) is een Nederlandse schrijfster van kinderboeken.  Van Binsbergen schrijft zowel voor jonge als oudere kinderen. Naast haar schrijverschap werkte ze ruim dertig jaar in het basisonderwijs als groepsleerkracht en remedial teacher. Sindsdien richt ze zich geheel op schrijven. 

## Prijzen
In 2006 heeft ze met het boekje “Geflitst” de EigenWijsPrijs gewonnen voor het mooiste, door kinderen zelf gekozen, christelijke kinderboek. Deze prijs werd haar op 23 september 2006, bij de start van de christelijke kinderboekenmaand, uitgereikt in de IJsselhallen te Zwolle. Ook in 2008 won ze deze prijs, met het boek 'Speurders in de speeltuin.'
In 2010 werd ze  met haar boek "Kom niet dichterbij" winnaar van "Het Hoogste Woord". Deze prijs is voor het beste christelijke kinderboek van het afgelopen jaar.
In 2019 won ze opnieuw de Eigenwijsprijs, dit keer met het boek 'Welkom bij de welpen.'

## Gezin
Binsbergen is getrouwd en moeder van twee kinderen.

### Bas
- Bas helpt mama
- Welterusten Bas
- Bas is bang
- Bas past op opa
- Bas bij de boer
- Samen spelen Bas?
- Bas plukt bloemen
- Bas deelt uit
- Wacht op je beurt Bas
- Bas helpt Nina
- Bas kleedt zich aan
- Bas eet een appel
- Bas moet nodig
- Goed gepoetst, Bas.
- Bas wordt nat